# Bogdan Zeidler
Bogdan Zeidler (ur. 31 grudnia 1941 w Poznaniu, zm. 26 grudnia 2024) – polski działacz sportowy, prezes Lecha Poznań w latach 1980–1991.

## Życiorys
W latach 1980–1991 był prezesem wielosekcyjnego klubu sportowego Lecha Poznań. Już w początkowym okresie jego kadencji, oddano do użytku stadion przy ul. Bułgarskiej w Poznaniu. Na okres jego urzędowania przypadły również liczne sukcesy piłkarskie klubu w tym między innymi zdobycie Pucharu Polski w 1982, Mistrzostwo Polski w 1983, Puchar Polski i Mistrzostwo Polski w 1984, Puchar Polski w 1988 oraz Mistrzostwo Polski w 1990. Lech Poznań rywalizował również w tym okresie w europejskich pucharach z takimi klubami jak Athletic Bilbao, Liverpool F.C., FC Barcelona i Olympique Marsylia.
W okresie urzędowania Bogdana Zeidlera, sukcesy odnosili również koszykarze, który czterokrotnie zdobyli Mistrzostwo Polski (1982/1983, 1983/1984, 1988/1989, 1989/1990).
Bogdan Zeidler był również działaczem Okręgowego Związku Piłki Nożnej i Polskiego Związku Piłki Nożnej.
Został pochowany 7 stycznia 2025 roku na cmentarzu Junikowskim w Poznaniu.